# 화성-5형

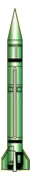

화성 5호는 조선민주주의인민공화국의 스커드 B 단거리 지대지 미사일이다. 조선민주주의인민공화국은 욤키푸르 전쟁에서 시리아를 돕는 대가로, 1979년 또는 1980년에 스커드-B를 시리아로부터 수입했다. 이를 역공학을 통해 자체 생산에 성공한 것이 화성 5호이다. 스커드-B는 나토식 이름이고, 원래 소련에서는 R-17 엘브루스라고 부른다.
화성 5호의 사거리 연장은 1988년부터 시작되어 화성 6호가 되었다.
화성 6호는 770 kg 의 탄두에 500 km의 사거리를 가졌으며, 유도 시스템이 향상되었다.
이동식 트럭형 발사대인 MAZ-543 TEL의 수입이 어렵자, 조선민주주의인민공화국은 이동식 발사대를 자체 생산했다.
1999년까지 조선민주주의인민공화국은 대략 600기에서 1000기의 화성 6호 미사일을 생산한 것으로 추정된다. 25발은 시험발사되었으며, 300에서 500발은 수출되었다. 300에서 600발 정도가 조선민주주의인민공화국 육군에 배치된 것으로 보인다.
화성 6호는 이란에 수출되어 샤하브-2 미사일로 명명되었다. 시리아에도 수출되어 중국의 지원하에 라이센스 생산을 한다.
최초의 프로토타입은 1984년에 완성되었다. 화성 5호로 명명되었으며, 서방에서는 "Scud Mod. A"라고 불렸다. 이것들은 이집트에서 획득한 R-17E 미사일과 외형상 특징이 같았다.
1984년 4월에 최초로 시험발사되었다. 그러나 최초 버전은 제한적으로만 생산되었다. 실전배치는 없었다. 목적은 오직 대량생산 과정의 유효성을 검증하는 것이었다.
화성 5호 ("Scud Mod. B" 또는 "Scud-B")가 1985년부터 느린 속도로 대량생산을 시작하였다.
소련의 원래 모델 보다 약간의 사소한 향상만 있었다.
화성 6호가 1989년부터 대량생산되면서, 생산이 중단되었다.
1985년에 이란은 90에서 100발의 화성 5호를 북한으로부터 미화 5억 달러에 구매했다. 북한은 이란에 자체 생산 공장을 설립하는 걸 도왔다. 이란에서는 샤하브-1이라고 명명되었다.

## KN-10
2014년 북한은 명중 정밀도가 낮은 화성 5호를 폐기하고, KN-10으로 명명된 신형 단거리 미사일을 실전배치하고 있는 것으로 알려졌다.

## 제원
- 사거리: 285-330 km
- 연소시간: 62-64 sec
- 직경: 0,885 m
- 길이: 11,2 m
- 탄두중량: 1,000 kg
- 탄두: HE, 클러스터, 화학탄, 생물학탄
- CEP: 450 m

## 운용국가
- 조선민주주의인민공화국
- 이란 - 샤하브-1

## 같이 보기
- 이란의 샤하브-1 - 조선민주주의인민공화국의 화성 5호 - 스커드 B 미사일
- 이란의 샤하브-2 - 조선민주주의인민공화국의 화성 6호 - 스커드 C 미사일
- 이란의 샤하브-3 - 조선민주주의인민공화국의 화성 7호 - 노동 1호 미사일
- 이란의 샤하브-4 - 조선민주주의인민공화국의 대포동 2호